# گلناردن (مریلند)
گلناردن (به انگلیسی: Glenarden) شهری در ایالت مریلند کشور ایالات متحده آمریکا است که جمعیت آن در سرشماری سال ۲۰۱۰ میلادی، ۶٬۰۰۰ نفر بوده‌است.